# Liste der braunschweig-wolfenbüttelschen Regimenter der Frühen Neuzeit
Diese Liste gibt einen unvollständigen Überblick über die braunschweig-wolfenbüttelschen Regimenter der Frühen Neuzeit im 17. und 18. Jahrhundert. Trotz seiner geringen Größe stellte das Fürstentum Braunschweig-Wolfenbüttel in den Jahren 1605 bis 1806 stehende Truppen auf. Anfangs noch durch die verwandtschaftlichen Beziehungen zum Habsburger Haus durchaus kaisertreu, stand es nach 1740 stets an der Seite Preußens. Seine Armee war im Aufbau und der Uniformierung sehr stark an die preußische Armee angelehnt. Wichtigster Vertreter war Ferdinand von Braunschweig, braunschweig-wolfenbüttelscher Prinz, preußischer General und Oberbefehlshaber der westdeutschen alliierten Truppen im Siebenjährigen Krieg.

## Regimenter (Auswahl)
Erläuterung der Systematik
Nicht alle der im Ancien Régime aufgestellten Regimenter sind hier aufgeführt. Zu oft wurden nur für einen Feldzug Regimenter aufgestellt und von den Fürsten an andere Territorien vermietet. Eine Stammliste und eine Nummerierung der Infanterieregimenter der braunschweig-wolfenbüttelschen Armee wurde nicht eingeführt. Die Bezeichnung erfolgte nach dem Namen des Regimentsinhabers. Die Liste nimmt nur nachhaltig existierende Regimenter in der Reihenfolge ihrer Entstehung. Jedem Regiment wurde das Gründungsjahr hinzugefügt. So soll eine Vergleichbarkeit erleichtert werden. Diese Nummerierung folgt konsequent den Aufstellungen von Tessin. Wurden in einem Jahr mehrere Regimenter gegründet, fügte Tessin eine zweite Ziffer hinzu (wie „1748/4“ = viertes braunschweig-wolfenbüttelsches Regiment, das im Jahre 1748 aufgestellt wurde). Es folgen die Namen des Regimentschefs oder des Kommandeurs.
| Regiment                          | Gründung als                                                        | Befehlshaber seit | Auflösung |
| --------------------------------- | ------------------------------------------------------------------- | --- | --------- |
| Infanterieregiment von 1666/3     | 1666 Stauffeln zu Fuß                                               | - 1674 Reuss - 1675 Schmiedeberg - 1689 Druchtleben - 1697 Leibregiment Herzog Rudolf August - 1704 Leibregiment unter Anton Ulrich | 1714      |
| Infanterieregiment von 1674/5     | 1674 Noot zu Fuß                                                    | - 1675 Rumohr - 1676 Schack - 1681 Prinz August Wilhelm - 1686 Lippe - 1695 Schack | 1697      |
| Infanterieregiment von 1682/2     | 1682 Bernstorff zu Fuß                                              | - 1715 Leibregiment - 1733 Niepage | 1736      |
| Infanterieregiment von 1687       | 1687 Zanthier zu Fuß                                                | - 1689 Kragen - 1703 Erbprinz - 1714 Garde - 1735 Gröben - 1735 Georg Wilhelm von Sommerlatte - 1738 Both - 1750 Kniestedt | 1754      |
| Infanterieregiment No. 1 (1692/2) | 1692 Leibregiment Anton Ulrich von Braunschweig-Wolfenbüttel zu Fuß | - 1703 August Ferdinand von Braunschweig-Wolfenbüttel-Bevern - 1704 Ferdinand Albrecht von Braunschweig-Wolfenbüttel-Bevern - 1735 Leibregiment (Kommandeur 1756 Christoph Heinrich von Harling) - 1762 August Wilhelm von Rhetz - 1768 Leibbrigade (Kommandeur: August Wilhelm von Rhetz, 1776 Carl von Warnstedt) - 1783 Friedrich August von Braunschweig-Wolfenbüttel - 1803 Kniestedt | 1806      |
| Infanterieregiment No. 2 (1714/1) | 1714 Ziegenhirt zu Fuß                                              | - 1721 Volckening - 1743 Gottlieb Leberecht Stammer - 1757 Jacob Georg Behr - 1760 Mansberg | 1768      |
| Infanterieregiment von 1714/2     | 1714 Völcker zu Fuß                                                 | - 1730 Cramm | 1737      |
| Infanterieregiment No. 3 (1748/2) | 1748 Militär zu Fuß Johann Christian von Tunderfeld                 | - 1754 Georg Ludwig von Zastrow - 1761 Friedrich August von Braunschweig-Wolfenbüttel - 1783 Friedrich Adolph Riedesel zu Eisenbach - 1803 Griesheim | 1806      |
| Infanterieregiment No. 4 (1748/4) | 1748 Regiment zu Fuß Philipp Ernst von Imhoff                       | - 1770 Joachim Friedrich von Koppelow - 1772 August Wilhelm von Rhetz | 1783      |
| Infanterieregiment No. 5 (1760/1) | 1760 Füsilier-Bataillon                                             | | 1763      |
| Infanterieregiment von 1776/1     | 1771 Regiment zu Fuß Friedrich Adolph Riedesel zu Eisenbach         | | 1783      |
| Infanterieregiment von 1776/2     | 1776 Specht zu Fuß                                                  | | 1783      |

| Regiment                                | Gründung als                                                                          | Befehlshaber seit                                | Auflösung |
| --------------------------------------- | ------------------------------------------------------------------------------------- | ------------------------------------------------ | --------- |
| Landmiliz                               |                                                                                       |                                                  |           |
| Garnisonregiment von 1748/5             | 1748 Garnisonregiment Heinrich Helmut von Hadel                                       | - 1757 Kniestedt - 1763 Bornemann - 1763 Pincier | 1776      |
| Jägerbataillon von 1760/2               | 1760 Jägerbataillon                                                                   |                                                  | 1763      |
| Leichtes Infanteriebataillon von 1776/3 | 1776 Leichtes Infanteriebataillon von Barner (5 Kompanien, darunter 1 Kompanie Jäger) |                                                  | 1783      |

| Regiment                  | Gründung als                                          | Befehlshaber seit | Auflösung |
| ------------------------- | ----------------------------------------------------- | --- | --------- |
| Dragonerregiment (1692/2) | 1692 Lippe-Dragoner                                   | - 1694 Schulenburg - 1698 Prinz Ludwig Rudolf - 1726 Prinz Carl - 1735 Prinz Ludwig - 1756 Karabinier-Regiment - 1772 Herzog Ludwig Dragoner - 1788 Friedrich Adolf Riedesel zu Eisenbach - 1799 Klösterlein | 1806      |
| Husaren (1759/1)          | 1759 Roth-Husaren                                     | - 1761 Friedrich Adolf Riedesel zu Eisenbach | 1767      |
| Jäger zu Pferde (1759/2)  | 1759 Jäger zu Pferde → 1763 leichtes Dragonerregiment | | 1767      |